# Durey-Sohy

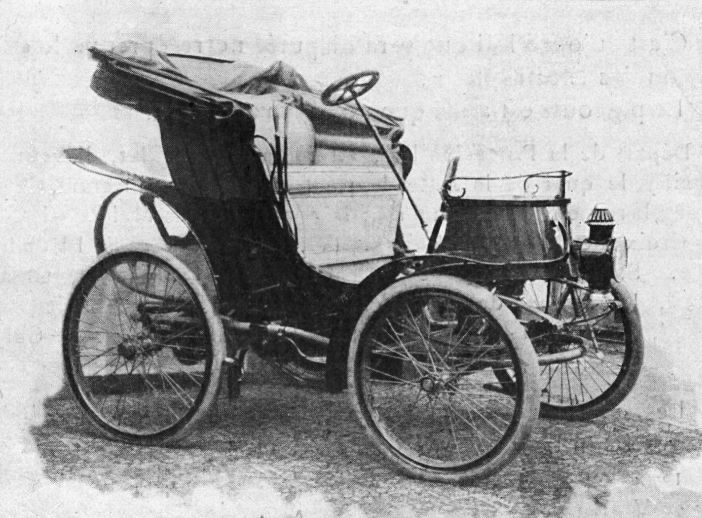
Durey-Sohy Voiturette à pétrole (1899)

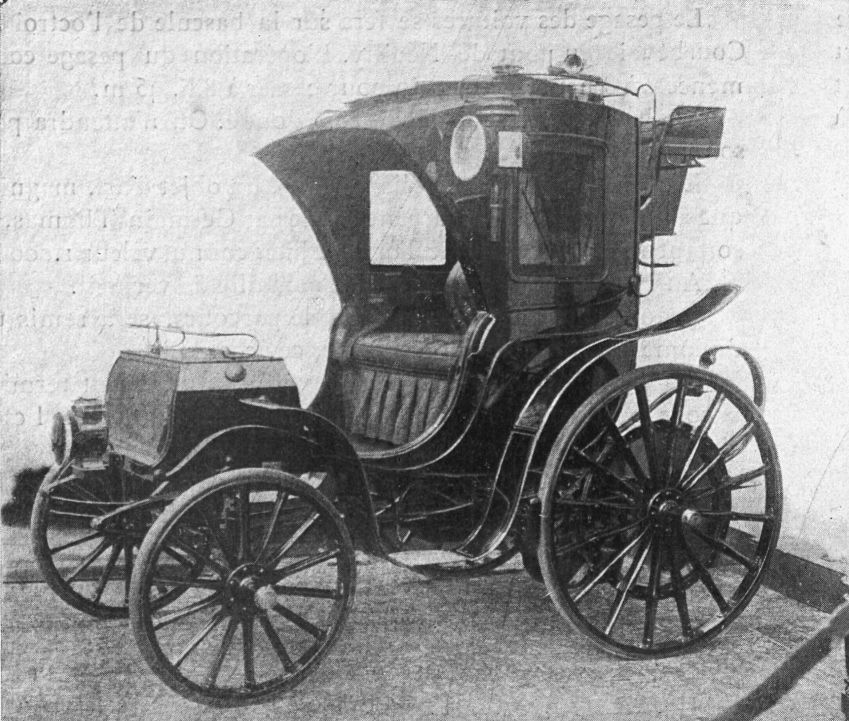
Durey-Sohy Cab électrique (1899)

Automobiles Durey-Sohy war ein französischer Hersteller von Automobilen und Motorrädern.

## Unternehmensgeschichte
Das Unternehmen aus Paris begann 1899 mit der Produktion von Automobilen. Der Markenname lautete Durey-Sohy. 1903 erfolgte die Übernahme von Hanzer sowie dessen Produktion von Automobilen und Motorrädern. Im gleichen Jahr endete die Produktion.

## Fahrzeuge
Anfangs entstand ein Kleinwagen mit einem Zweizylindermotor sowie ein Taxi mit Elektromotor, das bis 1903 im Angebot blieb. Beide Fahrzeuge wurden auf dem 1. Pariser Automobilsalon im Juni 1899 ausgestellt.
Das Elektrotaxi hatte zwei Elektromotoren, die je ein Hinterrad antrieben und jeweils bis zu 2 PS (bei 84 Volt und 20 Ampere) leisteten. Bei einer Geschwindigkeit von 16 km/h betrug die Reichweite 80 km.
1903 folgten die Modelle 5 CV und 6 CV mit Einzylindermotoren und 9 CV mit einem Zweizylindermotor aus der Hanzer-Übernahme. Daneben gab es die Eigenentwicklung 12 CV mit Zweizylindermotor. Andere Quellen nennen auch ein Zweizylindermodell 8 CV.